# Кантора
Кантора — один з 4 районів округу Верхня Річка Гамбії. Населення — 30 402 (2003). Фульбе — 18,86 %, мандінка — 19,97 %, 0,23 % — волоф (1993).